# El pintor de miracles
El pintor de miracles és un sainet en un acte, original de Santiago Rusiñol, estrenat per primera vegada al teatre Principal de Girona, el 4 de gener de 1912. L'estrena a Barcelona es va produir el dia 2 de març del mateix any, al teatre Catalunya, a càrrec de la companyia de teatre del Sindicat d'Autors Dramàtics Catalans.

## Repartiment de l'estrena
(Barcelona)
- Caterina, dona d'en Bartomeu, 33 anys: Carme Roldan
- Notària, 48 anys: Antònia Verdier
- Senyora Engràcia, dona del Civil, 45 anys: Dolors Pla
- Bartomeu, 35 anys: Avel·lí Galceran
- Notari, 50 anys: August Barbosa
- Peipoc, pintor, 40 anys: Lluís Blanca
- Alcibíades, 40 anys: Josep Bergés
- El Civil, 48 anys: Lluís Puiggarí
- Fills de Bartomeu i de Caterina: Margarida, Joan, Anneta, Infant primer, Infant segon.